# Dito Sanidze
Dito Sanidze, grúzul: დიმიტრი შანიძე (Dercsi, 1937. február 8. – Tbiliszi, 2010. november 18.) olimpiai ezüstérmes és világbajnok szovjet-grúz súlyemelő.

## Pályafutása
Kezdetben szertornával foglalkozott, csak 1957-ben húsz évesen tért át a súlyemelésre, amiben pehelysúlyban versenyzett. Az 1968-as szovjet bajnokságon elért második helyével hívta fel a szakemberek figyelmét. Az 1968-as mexikóvárosi olimpián, majd az 1972-es müncheni játékokon is ezüstérmet szerzett. Legnagyobb nemzetközi sikerét az 1973-as havannai világbajnokságon érte el, ahol aranyérmes lett. 1969 és 1974 között sorozatban hatszor lett szovjet pehelysúlyú bajnok. Pályafutása alatt két világrekordot állított fel.

## Sikerei, díjai
- Olimpiai játékok – 60 kg
  - ezüstérmes (2): 1968, Mexikóváros, 1972, München
- Világbajnokság – 60 kg
  - aranyérmes: 1973
  - ezüstérmes (2): 1968, 1972
  - bronzérmes: 1969
- Európa-bajnokság – 60 kg
  - aranyérmes (2): 1972, 1973
  - ezüstérmes (4): 1968, 1969, 1971, 1974
- Szovjet bajnokság – pehelysúly
  - bajnok (6): 1969, 1970, 1971, 1972, 1973, 1974
  - 2.: 1968